# Fuchur
Pour l’article homonyme, voir RV Falkor.
Fuchur
est un personnage du roman L'Histoire sans fin de Michael Ende (1979). C'est un dragon à fourrure blanc nacré, comparable aux dragons orientaux pour l'apparence générale, avec une tête d'apparence léonine dans le livre, canine dans les adaptations cinématographiques. Il est appelé Falkor dans plusieurs adaptations cinématographiques non germanophones du livre. Falkor est aujourd’hui exposé au parc Bavaria Filmstadt près de Munich. Il s’agit d’une version restaurée de la créature orignale qui a malheureusement très mal résisté au temps. Il est possible de monter sur son dos pour une photo souvenir.

## Caractéristiques
C'est un dragon porte-bonheur perpétuellement optimiste, qui aide Atreju, le héros de la première partie du livre, dans sa quête. Il parle le langage humain, il est extrêmement rapide et doté d'une vue perçante. Dans le premier film tiré du roman, sa vitesse est ce qui permet à Atreju de se rendre « aux confins de Fantasia » en un temps raisonnable, et sa vue perçante lui permet de retrouver dans l'océan l'Auryn, le bijou que porte Atreju et qui en fait le porte-parole de l'impératrice de Fantasia.